# 朱野帰子
朱野 帰子（あけの かえるこ、1979年 - ）は、日本の小説家。

## 来歴
東京都中野区生まれ。2001年、早稲田大学第一文学部卒業。会社勤務を経る。
大学卒業後、マーケティングプランニングの会社に入社。この時は多くの残業が当たり前で、徹夜も多い所だったという。ここに7年勤務の後、2009年に製粉会社に転職。この会社では定時退社が基本で、残業をしていたらとても驚かれ、1年のうちに1週間連続したリフレッシュ休暇を取らなければ始末書を書かなくてはならなかったというほどの所だった。『わたし、定時で帰ります。』は、この社会人時代の経験が基になっているという。
2009年、『マタタビ潔子の猫魂』（「ゴボウ潔子の猫魂」を改題）でメディアファクトリーが主催する第4回ダ・ヴィンチ文学賞大賞を受賞し、小説家デビューを果たす。2013年、『駅物語』が読売新聞、サンデー毎日、王様のブランチなど多くのメディアに取り上げられ、大きな反響を呼ぶ。2015年、『海に降る』が連続ドラマ化される。徹底的な取材と軽快な筆致による作風で人気を博している。

## 作品リスト

### 単著

#### わたし、定時で帰ります。
- わたし、定時で帰ります。（2018年3月 新潮社 / 2019年2月 新潮文庫）
- わたし、定時で帰ります。 ハイパー（2019年3月 新潮社）
  - 【改題】わたし、定時で帰ります。2―打倒！パワハラ企業編―（2021年3月 新潮文庫） - 「もし、明日死ぬとしたら何を食べたい？」を増補
- わたし、定時で帰ります。 ライジング（2021年4月 新潮社）
  - 【改題】わたし、定時で帰ります。3―仁義なき賃上げ闘争編―（2023年12月 新潮文庫） - 「種田晃太郎の休日」を増補

#### その他の作品
- マタタビ潔子の猫魂（2010年1月 角川書店 / 2012年1月 MF文庫ダ・ヴィンチ / 2019年12月 角川文庫）
- 海に降る（2012年1月 幻冬舎 / 2015年7月 幻冬舎文庫）
- 真実への盗聴（2012年8月 講談社）
  - 【改題】超聴覚者 七川小春 真実への潜入（2015年11月 講談社文庫）
- 駅物語（2013年7月 講談社 / 2015年2月 講談社文庫）
- 真壁家の相続（2015年3月 双葉社 / 2019年10月 双葉文庫）
- 賢者の石、売ります（2016年12月 文藝春秋）
  - 【改題】科学オタがマイナスイオンの部署に異動しました（2019年11月 文春文庫）
- 対岸の家事（2018年8月 講談社 / 2021年6月 講談社文庫）
- 会社を綴る人（2018年11月 双葉社 / 2022年9月 双葉文庫）
- くらやみガールズトーク（2019年3月 KADOKAWA / 2022年2月 角川文庫）
  - 収録作品：鏡の男 / 花嫁衣裳 / ガールズトーク / 藁人形 / 獣の夜 / 子育て幽霊 / 変わるために死にゆくあなたへ / 帰り道

### アンソロジー
「」内が収録されている朱野帰子の作品
- 怪談実話 FKB話 饗宴（2011年5月 竹書房文庫）「切らないで」「選ばれた新人」
- 怪談実話 FKB饗宴2（2011年12月 竹書房文庫）「隣の人々」「いちかばちか」「名付け」「動物霊」「ガチャン」
- 怪談実話系 書き下ろし怪談文芸競作集7（2012年2月 MF文庫ダ・ヴィンチ）「必ず参上」
- 本をめぐる物語 一冊の扉（2014年2月 角川文庫）「初めて本をつくるあなたがすべきこと」
- そっと、抱きよせて 競作集 怪談実話系（2014年7月 角川文庫）「獣の夜」
- きっと、夢にみる 競作集 怪談実話系（2015年4月 角川文庫）「鏡の男」
- Day to Day（2021年3月 講談社 / 2021年3月 講談社【愛蔵版】）「4/13 会社に行きたい田中さん」
- 黒猫を飼い始めた（2023年2月 講談社 / 2025年2月 講談社文庫）「会社に行きたくない田中さん」
- ほろよい読書 おかわり（2023年5月 双葉文庫）「オイスター・ウォーズ」
- わたしの名店 おいしい一皿に会いにいく（2023年12月 ポプラ文庫）※エッセイアンソロジー「選ばれし者のための逸品」
- もふもふ―犬猫まみれの短編集―（2024年1月 新潮文庫nex）「昨日もキーボードがめちゃくちゃになりました」
- 死者たちの声 キミが開く恐怖の扉 ホラー傑作コレクション（2024年12月 汐文社）「帰り道」
- 泣きたい午後のご褒美（2025年3月 ポプラ文庫）「痛い人生設計を作る、ルノアールで」
- 新しい法律ができた（2025年5月 講談社）「日本国民に英語の勉強を義務づけへ」

## メディア・ミックス

### テレビドラマ
- 海に降る（2015年10月10日 - 11月14日、全6話、WOWOW「連続ドラマW」枠、主演：有村架純）
- わたし、定時で帰ります。（2019年4月16日 - 6月25日、全10話、TBS系「火曜ドラマ」枠、主演：吉高由里子、原作：わたし、定時で帰ります。 / わたし、定時で帰ります。ハイパー）[14][15]
- 対岸の家事～これが、私の生きる道！～（2025年4月1日 - 6月3日、全10話、TBS系「火曜ドラマ」枠、主演：多部未華子、原作：対岸の家事）[16]

### ラジオドラマ
- 海に降る（2012年11月19日 - 23日・26日 - 30日、全10回、NHK-FM放送「青春アドベンチャー」）
- 星を掘れ！（2013年7月27日、NHK-FM放送「特集オーディオドラマ」） - 『海に降る』のスピンオフ特番